# Thomas Butler, 6. Earl of Ossory

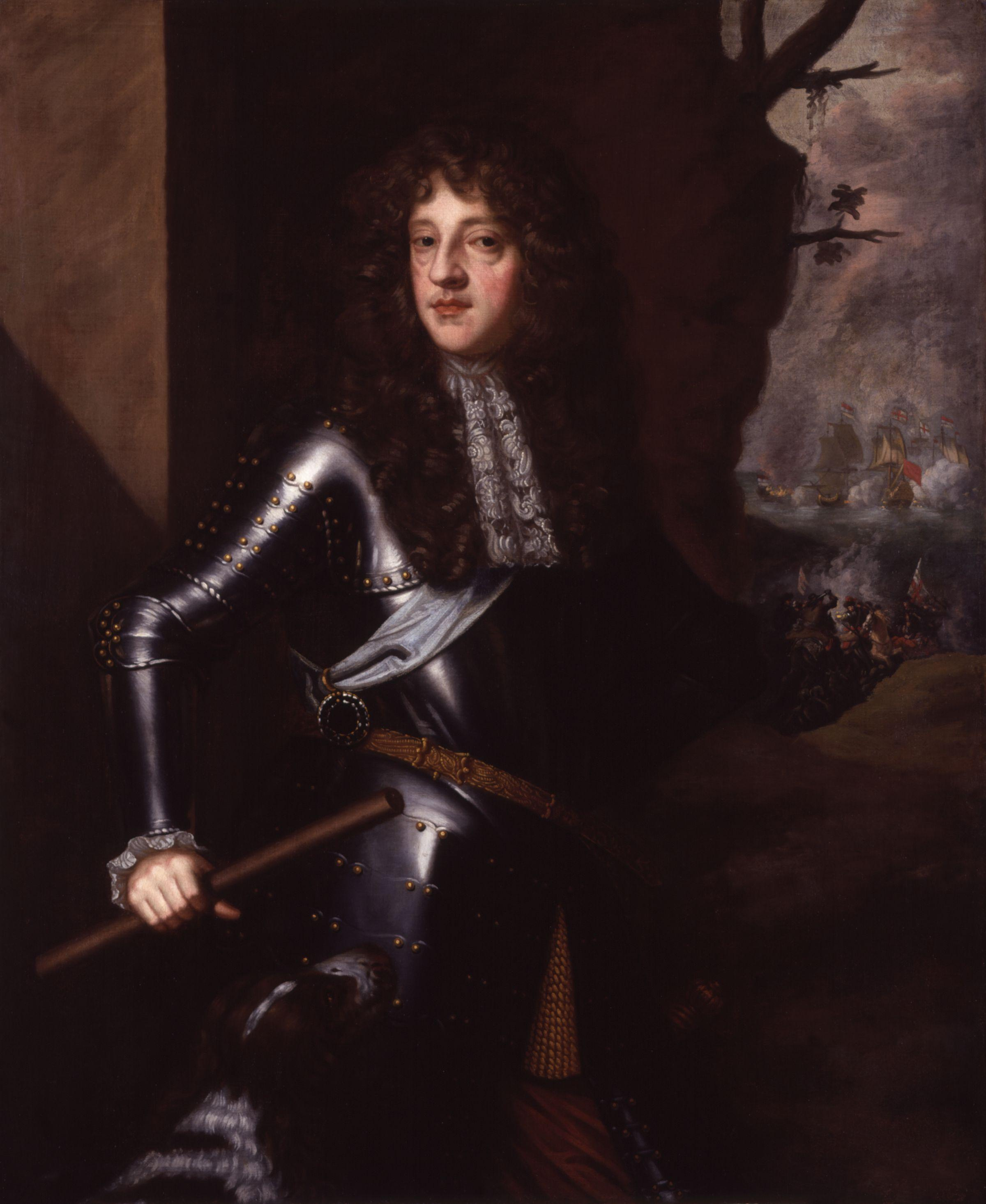
Thomas Butler, 6. Earl of Ossory, um 1678

Thomas Butler, 6. Earl of Ossory (* 8. Juli 1634 in Kilkenny; † 30. Juli 1680) war ein anglo-irischer Militär und Politiker.

## Leben
Er wurde geboren als Sohn und Heir Apparent des James Butler, 1. Duke of Ormonde und der Elizabeth Preston, 2. Lady Dingwall auf Kilkenny Castle. Er verbrachte seine Jugend in Irland und Frankreich.
Er schlug eine Militärlaufbahn ein und wurde 1661 zum Lieutenant-General der Kavallerie befördert.
1660 wurde er in den irischen Kronrat (Privy Council) aufgenommen. Er gehörte den Tories an und wurde 1661 als Abgeordneter für die Universität Dublin ins irische House of Commons sowie für Bristol ins englische House of Commons gewählt. Am 8. August 1662 wurde ihm durch Writ of Acceleration vorzeitig der nachgeordnete irische Titel seines Vaters, Earl of Ossory, übertragen, wodurch er ins irische House of Lords aufstieg.
1666 wurde er auch in den englischen Kronrat berufen, erhielt das Amt des Gentleman of the Bedchamber und bekam am 17. September 1666 durch Writ of Summons den englischen Titel Baron Butler, of Moore Park in the County of Hertford, verliehen, wodurch er auch ins englische House of Lords aufstieg.
1672 wurde er als Knight Companion in den Hosenbandorden aufgenommen.
Er trat in die Royal Navy ein und wurde zum Vice-Admiral of the Red sowie 1673 zum Rear-Admiral of the Blue befördert. 1680 wurde er ins Amt des Gouverneurs von Tanger eingesetzt, sein Tod am 30. Juli 1680 kam aber dem Antritt dieses Amtes zuvor.
Seine Adelstitel erbte sein ältester Sohn James Butler als 7. Earl of Ossory. Da Thomas vor seinen Eltern starb, beerbte sein Sohn James 1684 und 1688 auch diese.

## Ehe und Nachkommen
Am 17. November 1659 hatte er Emilia von Nassau († 1684), Tochter des Ludwig von Nassau, Herr von Beverweerd, Odijk und Lek, geheiratet. Mit ihr hatte er fünf Kinder:
- Lady Elizabeth Butler († 1717) ⚭ 1673 William Stanley, 9. Earl of Derby;
- Lady Henrietta Butler († 1724) ⚭ 1697 Heinrich von Nassau, 1. Earl of Grantham;
- Lady Amelia Butler († 1760);
- James Butler, 2. Duke of Ormonde (1665–1745);
- Charles Butler, 1. Earl of Arran (1671–1758).